# 椿華谷
椿 華谷（つばき かこく、文政8年（1825年） - 嘉永3年（1850年））は江戸時代後期の南画家。椿椿山の実子。
名は恒吉。号は椿彰・華谷・尚古など。江戸の生まれ。

## 略歴
椿椿山の長男として江戸小石川に生まれる。幼いときから渡辺崋山の画塾に入門し、15歳のときに華谷という画号を師崋山より贈られた。父・椿山の従兄弟で崋山の友人・椿蓼村の娘を娶り女児をもうけた。いよいよ椿山の後継と期待されたが、僅か26歳で夭折した。
崋山・椿山の画業をよく受け継ぎ、遺された遺稿「椿章画録・画稿類全八冊」などに、崋山・如山の印譜・崋山「客坐掌記」の模写・椿山の縮模図など多量の縮図がみられ画技の研鑽に励んでいたことがうかがわれる。張秋穀・惲寿平様式の没骨法を取り入れた花卉図など優れた作品があるが、夭折のため伝存作品は極めて少ない。

## 作品
- 「花卉図 」
- 「蘭亭曲水図 」弘化元年（1844年）
- 「淋池魚落図」
- 「瀑布図」
- 「柳桃図」

## 脚註
1. ↑  菅沼貞三監修「郷土の文人画」浜松市美術館（平成元年）の記述に、文政8年8月15日生・嘉永3年1月3日とあるが、出典は不明。